# Syryjski Front Wyzwolenia Islamu
Syryjski Front Wyzwolenia Islamu (arab. جبهة تحرير سوريا الإسلامية, Dżabhat Tahrir as-Surija al-Islamijja) – konfederacja zrzeszająca sunnickie ugrupowania zbrojne, aktywna podczas syryjskiej wojnie domowej od września 2012 do listopada 2013. Syryjski Front Wyzwolenia Islamski wchodził w skład syryjskiej opozycji, mającej na celu obalenie rządu Baszszara al-Asada.
Konfederacja została powołana we wrześniu 2012 po tajnych negocjacjach między umiarkowanymi ugrupowaniami Sukur asz-Szam, działających głównie w muhafazach Aleppo i Idlib, z Brygadami Al-Faruk spod Hims, wchodzących uprzednio w skład Wolnej Armii Syrii. Następnie do koalicji przystąpiła m.in. Liwa al-Islam, która we wrześniu 2013 przemianowała się w sojusz regionalnych ugrupowań pod nazwą Dżajsz al-Islam oraz Liwa at-Tauhid. Konfederacja zrzeszała 20 ugrupowań deklarujących braterskie relacje z Wolną Armią Syrii, jednak nie była od niej zależna, podobnie jak i od ciała politycznego syryjskiej opozycji - Syryjskiej Koalicji Narodowej na rzecz Opozycji i Sił Rewolucji (SKNOiSR), powołanej w listopadzie 2012. Celem bojowników nie był światowy dżihad, a wprowadzenie rządów islamskich w Syrii po obaleniu rządów obecnego prezydenta Baszszara al-Asada.
Na czele zbrojnej konfederacji stał, dowódca Sukur asz-Szam - Ahmad Abu Isa. Koalicja była wspierana finansowo i militarnie przez Arabię Saudyjską, a także Katar i Turcję. Konfederacja liczyła ok. 37-39 tys. umiarkowanych bojowników, którzy byli bardziej liberalni od Syryjskiego Frontu Islamskiego (powołanego w grudniu 2012) oraz ekstremistów z Islamskiego Państwa w Iraku i Lewancie (ISIS) oraz Frontu Wyzwolenia Ludności Lewantu. Była to najliczniejsza opozycyjna koalicja zbrojna w Syrii.
22 listopada 2013 po wielomiesięcznych negocjacjach ugrupowania tworzące Syryjski Front Wyzwolenia Islamu (Liwa at-Tauhid, Liwa Sukur asz-Szam i Dżajsz al-Islam) podpisały pakt z trzema ugrupowaniami wchodzącymi w skład innego islamistycznego bloku konfederacyjnego - Syryjskiego Frontu Islamu (Ahrar asz-Szam, Liwa al-Haqq, Ansar asz-Szam) oraz Kurdyjskim Frontem Islamskim, powołując do życia organizację pod nazwą Front Islamski. W zamyśle twórców ciała militarnego, jest to alternatywa wobec Syryjskiej Koalicji Narodowej na rzecz Opozycji i Sił Rewolucji, a także Islamskiego Państwa w Iraku i Lewancie. Syryjski Front Wyzwolenia Islamu swoją działalność oficjalnie zaprzestał 25 listopada 2013.